# Портрет Петра Александровича Чичерина
«Портрет Петра Александровича Чичерина» — картина Джорджа Доу и его мастерской из Военной галереи Зимнего дворца.
Картина представляет собой погрудный портрет генерал-майора Петра Александровича Чичерина из состава Военной галереи Зимнего дворца.
К началу Отечественной войны 1812 года полковник Чичерин командовал лейб-гвардии Драгунским полком, участвовал во многих боях с французами, а после Бородинского сражения состоял в партизанском отряде И. С. Дорохова и действовал на тыловых коммуникациях французов под Москвой. За отличие в сражении при Малоярославце произведён в генерал-майоры, а за сражение под Красным удостоен ордена Св. Георгия 3-го класса. Во время Заграничных походов 1813 и 1814 годов Чичерин также был во множестве сражений, особо отличился в Кульмском бою, в Битве народов под Лейпцигом, где был ранен, и в сражении при Фер-Шампенуазе.
Изображён в генеральском мундире лейб-гвардии Драгунского полка, введённом в 1812 году. На шее видна Георгиевская лента, уходящая под лацкан мундира; слева на груди звезда ордена Св. Анны 1-й степени; ниже её по краю лацкана кресты ордена Св. Георгия 3-го класса, прусских орденов Красного орла и Пур ле мерит, а также ордена Св. Владимира 2-й степени; справа на груди серебряная медаль «В память Отечественной войны 1812 года» на Андреевской ленте, крест баварского Военного ордена Максимилиана Иосифа 3-й степени, звезда ордена Св. Владимира 2-й степени и под нею Кульмский крест . Подпись на раме: П. А. Чичеринъ 2й, Генералъ Маiоръ.
7 августа 1820 года Чичерин был включён в список «генералов, которых служба не принадлежит до рассмотрения Комитета» и 19 мая 1822 года император Александр I приказал написать его портрет. Гонорар Доу был выплачен 25 апреля 1823 года и 21 июня 1827 года. Готовый портрет принят в Эрмитаж 8 июля 1827 года. Поскольку предыдущая сдача готовых портретов в Эрмитаж произошла 18 октября 1826 года, то портрет Чичерина можно считать написанным между двумя последними датами. Предполагаемые даты написания портрета вступают в противоречие с биографическими данными Чичерина: 15 декабря 1825 года он был пожалован званием генерал-адъютанта, однако на портрете отсутствуют генерал-адъютантские атрибуты (аксельбант, императорский вензель на эполетах). А. А. Подмазо объясняет это несоответствие тем, что существовал ещё один портрет Чичерина работы Доу, с которого сам Доу на рубеже 1826—1827 годов сделал копию для Военной галереи. Предполагаемый прототип современным исследователям неизвестен.
А. А. Подмазо в своей книге о Военной галерее приводит репродукцию портрета Чичерина работы Р. Лефевра из собрания Государственного Эрмитажа, (холст, масло, 73 × 60 см, инвентарный № ГЭ-5750), однако не сопровождает её никакими объяснениями, каким образом этот портрет может быть связан с работой Доу. Предполагается, что этот портрет был написан в апреле—мае 1814 года, когда Чичерин находился в Париже с оккупационными русскими войсками. При визуальном сравнении эти портреты обнаруживают мало общего. Копия с этого портрета работы неизвестного художника имеется в Тверском государственном объединённом музее (холст, масло; 66 × 53 см, инв. № КОФ-481), причём на обороте портрета находится надпись «Генералъ от кавалерiи Петръ Петровичъ Чичеринъ», на основании которой в музее считалось что на портрете изображён П. П. Чичерин. При этом одновременно считалось что он является копией картины Доу из Военной галереи. Ошибка подробно была разобрана научным сотрудником Государственного Русского музея М. Б. Асварищем в статье, опубликованной в 2015 году, и тогда же была произведена переатрибуция портрета.